# Chelomophrynus
Chelomophrynus bayi
Genre
Espèce
Chelomophrynus est un genre fossile d'anoures préhistoriques de la famille des Rhinophrynidae. Selon Paleobiology Database en 2022, le genre est monotypique et représenté que par son espèce type, Chelomophrynus bayi.

## Systématique
Le genre Chelomophrynus et l'espèce Chelomophrynus bayi ont été décrits et publiés en 1991 par Amy C. Henrici (d),. L'espèce Chelomophrynus bayi est connue de la formation Uintan Wagon Bed du Wyoming. Il s'agissait probablement d'un animal fouisseur comme l'est Rhinophrynus dorsalis, un membre moderne de la famille. Comme la plupart des anoures fouisseurs, il a probablement utilisé ses pattes postérieures pour creuser, pénétrant ainsi le sol à l'envers.

## Étymologie
L'épithète spécifique, bayi, a été donnée en l'honneur de Kirby Bay qui a découvert le premier spécimen.

## Publication originale
- (en) Amy C. Henrici, « Chelomophrynus bayi (Amphibia, Anura, Rhinophrynidae), a new genus and species from the middle Eocene of Wyoming: Ontogeny and relationships », Annals of the Carnegie Museum of Natural History, Pittsburgh, Inconnu, vol. 60, no 2,‎ 23 mai 1991, p. 97-144 (ISSN 0097-4463 et 1943-6300, OCLC 1261514, DOI 10.5962/P.330464, lire en ligne).